# Línia 4 de l'autobús urbà de Girona
La línia L4 o línia Girona (Plaça Marquès de Camps) - Salt (per Espai Gironès), és una línia d'autobús urbà regular de la ciutat de Girona integrada a la Zona 1 de l'ATM de l'Àrea de Girona, gestionada per l'empresa TEISA. Aquesta uneix Girona i Salt per l'Espai Gironès, travessant les ciutats d'est a oest.

## Horaris
| L4                  | Primera sortida                      | Primera sortida                      | Última arribada | Última arribada |
| L4                  | A: Girona                            | A: Salt                              | A: Girona       | A: Salt         |
| Feiners             | 07:00                                | 07:10                                | 22:00           | 21:40           |
| Dissabtes i Agost   | 07:55 *Hi ha una sortida a les 07:15 | 08:15 *Hi ha una sortida a les 07:35 | 21:55           | 21:15           |
| Diumenges i Festius | No circula                           | No circula                           | No circula      | No circula      |

## Recorregut i parades
En el recorregut en sentit Girona, l'L4 inicia el trajecte a l'Espai Gironès i avança pel C/ del Pla de Salt fins a agafar la rotonda en sentit C/ de Miquel Martí i Pol fins al final on s'incorpora al Passeig dels Països Catalans en direcció est.
Circula per aquest passeig fins a desviar-se pel C/ del Dr. Castany on fa la parada a l'Hospital Santa Caterina de Salt. Tot seguit torna al Passeig dels Països Catalans encara en sentit est fins a entrar al terme de Girona on segueix pel Passeig d'Olot fins a girar a l'esquerra per l'avinguda de Sant Narcís.
Un cop a l'avinguda de Sant Narcís, gira a la dreta per incorporar-se al C/ de Santa Eugènia fins a girar a la dreta a la plaça de Joan Brossa seguint cap al final de la plaça del Poeta Marquina on gira a la dreta pel C/ de Barcelona fins a arribar a la plaça de Marquès de Camps.
| Codi | Parada                                        | Correspondència | Altres |
| ---- | --------------------------------------------- | --------------- | ------ |
|      | Espai Gironès (Salt)                          | L3              |        |
|      | C/ M. Martí i Pol - Piscina/Pavelló (Salt)    |                 |        |
|      | Av. Països Catalans (Salt)                    |                 |        |
|      | Av. Països Catalans - Pl. St. Cugat (Salt)    | L9              |        |
|      | Av. Països Catalans - Pl. Tres de Març (Salt) |                 |        |
|      | Av. Països Catalans - Estació Jove (Salt)     | L3 L9           |        |
|      | Hospital Santa Caterina (Salt)                | L5 L9           |        |
|      | Salt - Av. Països Catalans                    | L9              |        |
|      | Pg. d'Olot - C/ Agudes                        | L9              |        |
|      | Pg. d'Olot, 41 (Pavelló)                      | L9              |        |
|      | Pg. d'Olot, 9                                 | L7 L9           |        |
|      | Av. St. Narcís, 35                            | L5 L7           |        |
|      | Av. St. Narcís, 2                             | L5 L7           |        |
|      | Av. Sta. Eugènia, 19 (La Punxa)               | L3 L5 L7        |        |
|      | Pl. Poeta Marquina                            | L3 L5 L7        |        |
|      | Pl. Marquès de Camps, 16                      | L2 L3 L5 L7     |        |

En el recorregut en sentit Salt, l'L4 inicia el trajecte a la plaça del Marquès de Camps des d'on s'incorpora al C/ de Santa Eugènia fins a la cruïlla amb l'avinguda de Sant Narcís fins a incorporar-se al Passeig d'Olot seguint en direcció oest cap a Salt on segueix pel Passeig dels Països Catalans fins a girar a l'esquerra pel C/ del Doctor Castany on fa la parada a l'Hospital de Santa Caterina de Salt.
Un cop passa de l'Hospital Santa Caterina, segueix pel C/ del Doctor Castany on gira la dreta cap a l'avinguda de la Pau fins a girar cap a la dreta un altre cop cap al C/ de Francesc Macià davant de l'Escola Universitària de la Salut i l'Esport de la UdG (EUSES) seguint recte fins a girar a l'esquerra pel C/ de les Guilleries fins a incorporar-se al C/ de Rafael Masó davant de l'IES Salvador Espriu tornant cap a l'avinguda la Pau on segueix direcció oest pel Camí dels Carlins i la seva prolongació el C/ Lingen fins a girar a la dreta cap al C/ del Pla de Salt on arriba a l'Espai Gironès.
| Codi | Parada                                      | Correspondència | Altres |
| ---- | ------------------------------------------- | --------------- | ------ |
|      | Pl. Marquès de Camps, 16                    | L2 L3 L5 L7     |        |
|      | Av. Sta. Eugènia, 44 (La Punxa)             | L3 L5 L7        |        |
|      | Av. St. Narcís, 2                           | L5              |        |
|      | Av. St. Narcís, 28                          | L5              |        |
|      | Pg. d'Olot - Av. St. Narcís                 | L9              |        |
|      | Pg. d'Olot, 40                              | L7 L9           |        |
|      | Passeig d'Olot - C/ Agudes                  |                 |        |
|      | Pg. Països Catalans - Pl. Catalunya (Salt)  | L3              |        |
|      | Hospital Sta. Caterina (Salt)               | L5              |        |
|      | Escola Fisioteràpia - C/ F. Macià (Salt)    |                 |        |
|      | C/ Guilleries - C/ F. Macià (Salt)          |                 |        |
|      | C/ Guilleries - Pl. Canigó (Salt)           |                 |        |
|      | IES Salvador Espriu - C/ Rafael Masó (Salt) |                 |        |
|      | Espai Gironès (Salt)                        | L3              |        |